# Алиев, Мухит Уралбаевич
Мухит Уралбаевич Алиев (каз. Мұхит Оралбайұлы Әлі; 11 мая 1952, с. Кзыл-Аскер, Толебийский район, Южно-Казахстанская область, Казахская ССР) — казахстанский государственный деятель.

## Биография
Алиев Мухит Уралбаевич родился 11 мая 1952 года в селе Кзыл-Аскер Толебийского района Южно-Казахстанской области. По национальности казах. Происходит из рода Жаныс племени Дулат. 

### Образование
В 1980 году окончил автомеханический техникум.
В 1992 году окончил Казахский химико-технологический институт по специальности инженер-механик.

### Трудовая деятельность
Трудовую деятельность начал бетонщиком строительно-монтажного управления "Алма-Атакультбытстрой". 
С 1971 по 1973 год - землекоп-бетонщик, транспортировщик Чимкентского свинцового завода. 
В 1975 году после прохождения службы в Советской Армии работал сливщиком фосфора на Чимкентском фосфорном заводе, плавильщиком - на Чимкентском свинцовом заводе.
В 1980 году после окончания автомеханического техникума в г. Шымкент занимал ответственную должность в областном грузоперевозочном предприятии. 
В 1990 году был назначен директором областного грузоперевозочного предприятия.
В 1992 году после окончания Казахского химико-технологического института был утвержден заместителем начальника предприятия Шымкентского пассажирского производственного объединения.
В 1995 году назначен генеральным директором Южно-Казахстанского областного производственного объединения пассажирских перевозок.
В 1996 году работал начальником департамента транспорта при Южно-Казахстанской областной администрации.
С сентября 1999 года по март 2001 - первый заместитель акима города Шымкент. 
С марта 2001 по ноябрь 2003 года - председатель правления ТОО "Орда" (пассажирские перевозки).  
С ноября 2003 года - аким города Туркестан Южно-Казахстанской области.  
17 февраля 2006 года назначен акимом Толебийского района Южно-Казахстанской области. 
12 октября 2006 года назначен акимом Сайрамского района Южно-Казахстанской области.
В 2010 году - советник акима Южно-Казахстанской области.
С 2010 года - начальник управление координации занятости и социальных программ Южно-Казахстанской области. 